# Barra dels Escrinhs

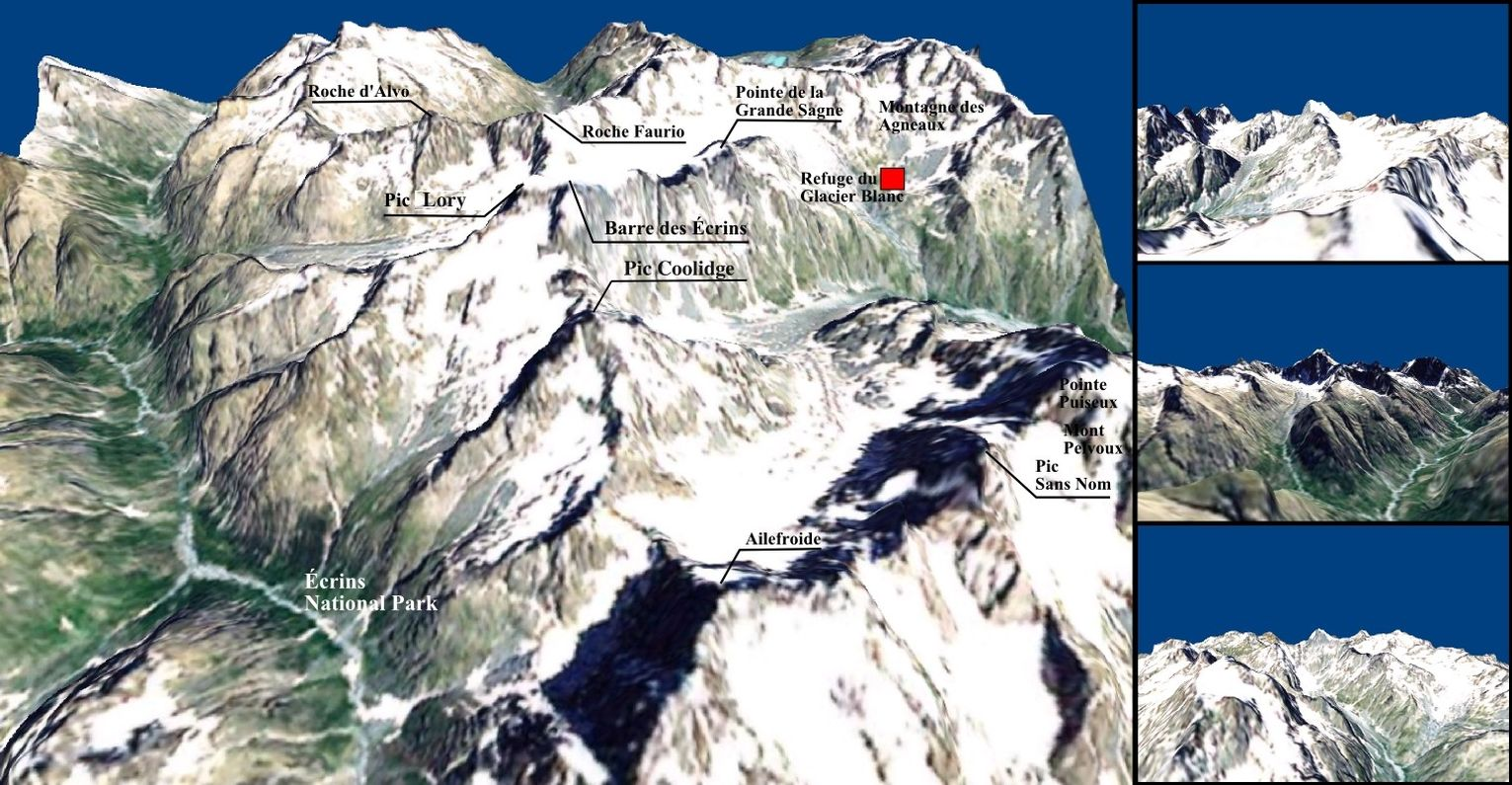
Barre des Écrins maps and views

La Barra dels Escrinhs  és una muntanya de 4.101 metres que es troba al departament dels Alts Alps a França.
És el cim de més de 4.000 metres més meridional i occidental dels Alps, i punt culminant del Massís dels Escrinhs i d'Occitània.